# Convento di San Lucchese
Il convento di San Lucchese si trova a Poggibonsi in provincia di Siena, arcidiocesi di Siena-Colle di Val d'Elsa-Montalcino.
Originariamente al suo posto sorgeva la chiesa di Santa Maria in Camaldo. Si tratta di uno dei più importanti esempi di edificio religioso in stile gotico presenti in Valdelsa, come visibile soprattutto nella zona absidale. Nel luglio del 1938 papa Pio XI elevò la chiesa alla dignità di basilica minore.

## Storia
La chiesa nasce originariamente come parrocchiale del borgo di Camaldo situato di fronte alla collina di Poggiobonizzo e, secondo la leggenda, fondato dagli abitanti di Fiesole scappati dalla loro città dopo la distruzione nel 1010.
La tradizione dice che nel 1220 la chiesa di Santa Maria de Vico Camalduli venne concessa, insieme a due case, dal comune di Poggibonizzo a frate Francesco d'Assisi durante il suo secondo viaggio nella zona. Qui Francesco conobbe Lucchese da Gaggiano che la storia vuole sia stato il primo terziario francescano e al quale in seguito la chiesa venne dedicata. La presenza dei frati minori è documentata però solo a partire dall'8 agosto 1235 quando risulta che un frate del convento, frate Martino, fu presente alla nomina dell'ambasciatore di Poggibonizzo per la stipula di un trattato di pace con Firenze e Orvieto.
I frati francescani inizialmente si devono essere semplicemente limitati a restaurare la chiesetta romanica visto che il 28 ottobre 1236 il papa Gregorio IX inviò al proposto di Poggibonsi l'autorizzazione per la costruzione di una nuova chiesa. Per finanziare l'opera i frati ebbero vari lasciti dai poggibonsesi, lasciti che aumentarono dopo la morte nel 1251 di Lucchese. In cosa consistesse la costruzione non è dato sapere ma si conosce solo la data del completamento di un'opera non specificata, il 1252, e il nome di chi la realizzò, maestro Nicoletto, citato in una lapide in marmo posta nella tamponatura della porta del fianco nord (ANNO D.NI MILL CC LII MAGISTER NICHOLETTUS FECIT HOC OPUS) e che risulta attivo anche a San Gimignano nel 1257.

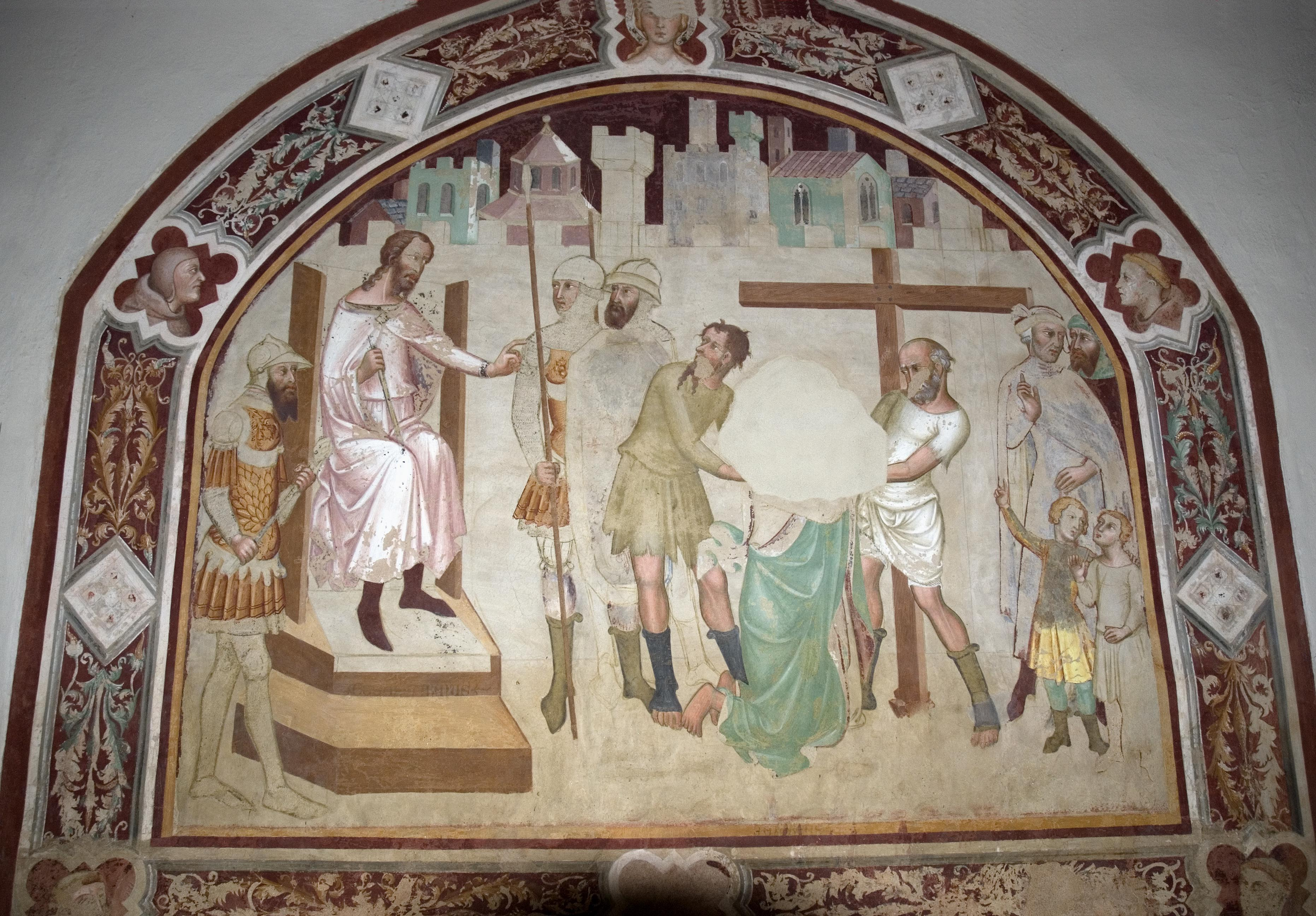
Bartolo di Fredi, Sant'Andrea condotto al martirio

La zona dove stava sorgendo il convento fu spesso sconvolta da guerre e saccheggi tra le truppe fiorentine e senesi che portarono probabilmente a diverse interruzioni nei lavori, come nel 1257 e nel 1270 (anno della distruzione di Poggibonizzo), anche se nel 1268 i lavori dovevano essere a buon punto tanto che nel 1268 Corradino di Svevia li visitò 
Oltre alla chiesa nei pressi doveva essere già attivo il cimitero di cui rimane murata nella facciata la lapide di Cambiuzzo Lotteringo (+ S CHAMBIUZII FRATR \ IS IACHOPI LOTTE \ RINGI LAPI OLIM\ CHAMBIUZII EREDI)
I lavori di trasformazione dovettero essere terminati nel 1300 in occasione della costruzione dell'altare maggiore di cui resta una lapide con data (MCCC) e nella seconda metà del secolo ormai doveva aver assunto le dimensioni attuali.
Il prestigio dei frati nel XIV secolo fu notevole e li vide impegnati in molte missioni; il comune di Poggibonsi nel corso del secolo varò ben 43 deliberazioni che si occupavano del culto e della vita pubblica del convento, stanziando in più occasioni anche dei denari come nel 1333 quando elemosinis dandis fratribus Minoribus; il 24 giugno 1346 pro subsidio eorum ecclesia; 4 dicembre 1351 per l'acquisto di lignanime dicti communis, inciso, fratribus beati Franscisci de Sancto Luchese pro reparatione domorum dicte ecclesie beati Luchessi; altri stanziamenti furono fatti il 22 agosto 1361 per completare la cappella di San Lucchese; il 28 agosto 1373 reparatione dicti loci Sancti Lucchesis.
Nel 1440 il convento passò alla congregazione dell'Osservanza e per ben 25 volte tra il 1461 e il 1580 fu scelta quale sede di loro convegni. I tale lasso di tempo non risultano effettuati importanti lavori ma 
 i lavori videro la realizzazione del portale, della cuspide e la costruzione del loggiato in facciata. In seguito il convento fu interessato da altri lavori ma sempre di piccola entità.

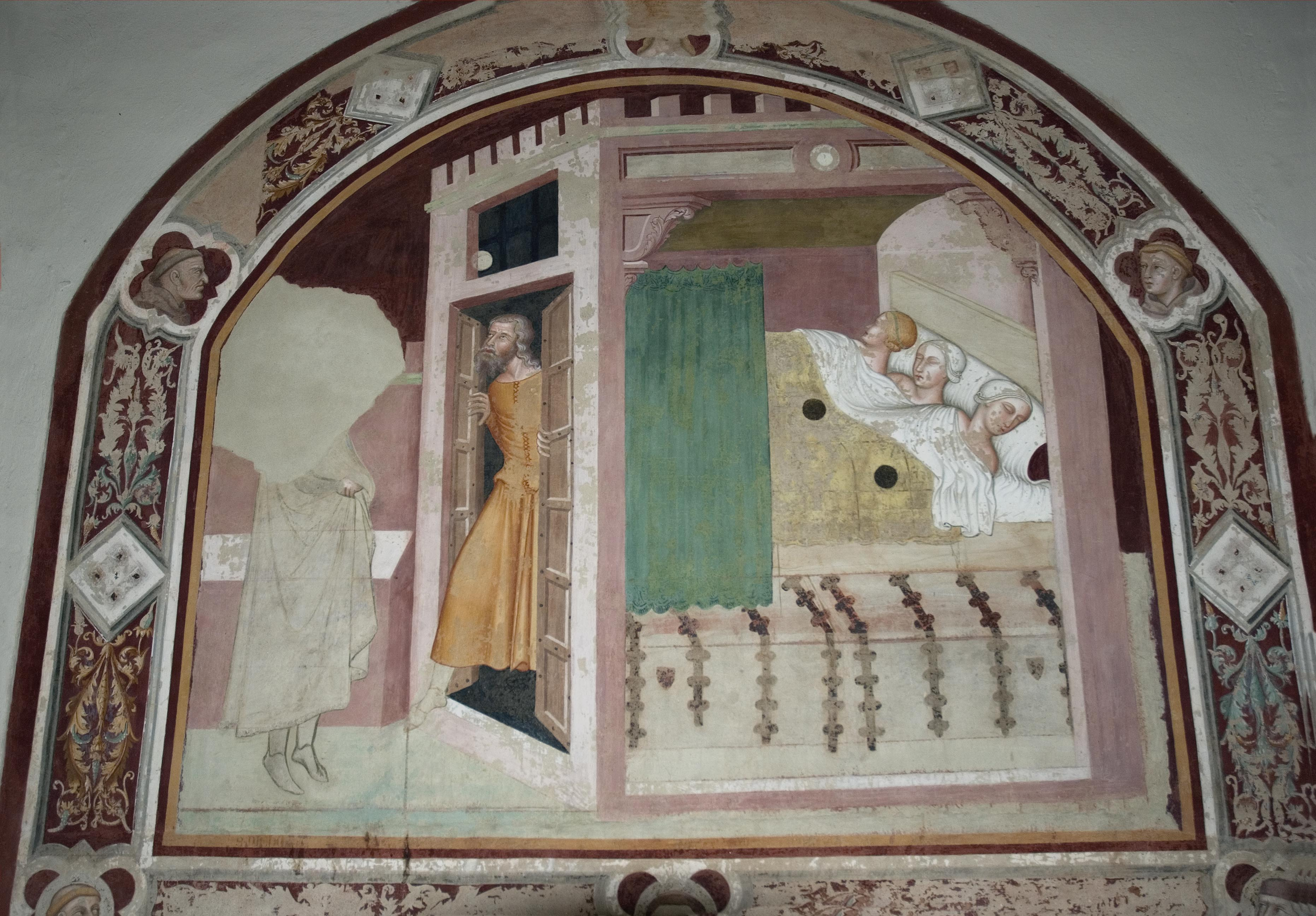
Bartolo di Fredi, San Nicola di Bari con le tre fanciulle

Nel 1810 a seguito delle leggi napoleoniche il convento fu soppresso e i frati allontanati. Nel 1814 San Lucchese fu dichiarata curia e nel 1817 gli edifici del convento furono venduti ad un privato: Francesco Frosini Martinucci.
Nel 1895 le cappelle della chiesa risultavano gravemente lesionate e prima tra il 1903 e il 1905 e poi nel 1910 furono ripristinati il finestrone e l'occhio in facciate e restaurata la cappella di San Lucchese dall'architetto Giuseppe Castellucci. Nel 1925 i frati francescani ripresero il possesso del convento e subito dopo, nel 1930-1932, furono fatti dei lavori di ristrutturazione.
Altri interventi furono fatti nel 1948 per rimediare ai danni della guerra e nel 1987 sotto la direzione della Soprintendenza ai Monumenti di Siena.

## Descrizione
Della primitiva chiesa di Santa Maria in Camaldo durante dei restauri sono stati rinvenuti dei resti sul fianco occidentale della chiesa.

### Esterno
Preceduto da un semplice portico, l'edificio presenta il tipico impianto mendicante, con facciata a capanna aperta in alto da un oculo.
Il campanile è di costruzione moderna. Sulla destra della chiesa è il chiostro.

### Interno

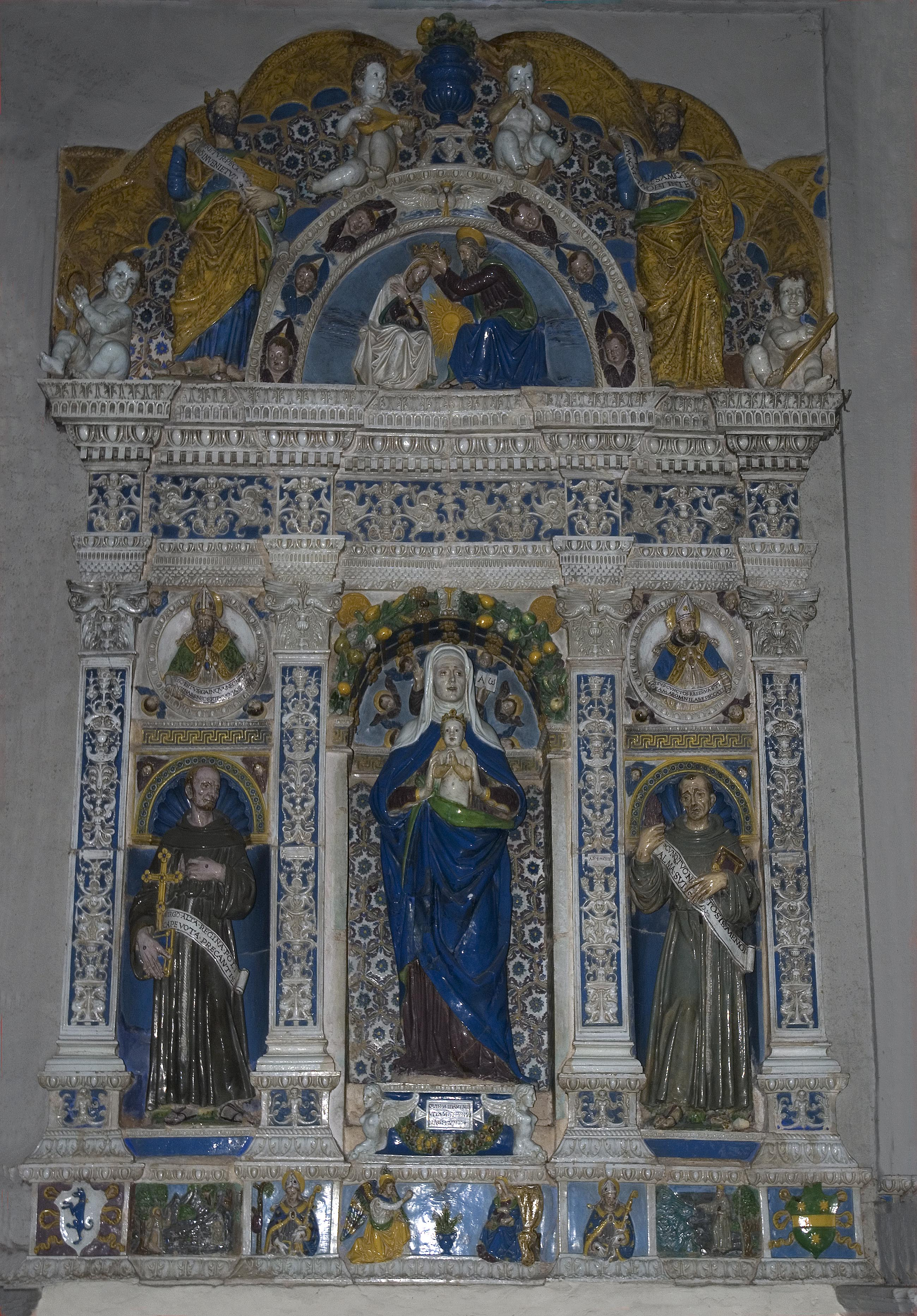
Giovanni Della Robbia, Madonna col Bambino e santi, 1517

Ad unica vasta navata illuminata da finestroni gotici. La navata con soffitto a travature scoperte è conclusa da tre cappelle absidali con volte a crociera. Tutto l'interno è stato ripristinato dopo l'ultima guerra ed è de tipico stile gotico-francescano.
All'interno dell'edificio possiamo ammirare alla parete di destra in alto un affresco a forma di trittico raffigurante la Madonna col Bambino e santi con nella cuspide Padre Eterno e Annunciazione di un pittore senese, probabilmente Paolo di Giovanni Fei e sotto Martirio di sant'Andrea di Bartolo di Fredi.
Nel transetto sinistro si trova la cappella di san Lucchese affrescata con le Storie di santo Stefano realizzate da Cennino Cennini nel 1388.
Nella parte sinistra della navata si trova San Nicola di Bari, affresco di Bartolo di Fredi, e più vicino all'ingresso il dossale di Giovanni della Robbia datato 1517 raffigurante Madonna col Bambino e santi. In sacrestia si trova un armadio lavorato a traforo dipinto con 17 figure di apostoli e santi opera di Memmo di Filippuccio.
Nell'abside quadrangolare, illuminata da una grande bifora che si apre nella parete di fondo, si trova il presbiterio, rialzato di alcuni gradini rispetto al resto della chiesa; al di sotto della finestra, a pavimento, vi è l'organo a canne Mascioni, opus 823 del 1962, a trasmissione elettrica, con 19 registri su due manuali e pedale.
Nel refettorio, due scene con la Moltiplicazione dei pani e dei pesci, affreschi di Gerino da Pistoia datati 1513.
Nel chiostro, infine, si trovano lunette affrescate da Ferruccio Nicodemo nel 1622 con Storie della vita di san Francesco.

## Opere già in San Lucchese
- Taddeo Gaddi, Madonna in trono col Bambino, angeli e sante (1355), oggi agli Uffizi. La riproduzione di questa opera è stata donata alla basilica dalla Pro Loco di Poggibonsi e dal Laboratorio Francesco Costantino Marmocchi con una cerimonia il 24 ottobre 2024 alla presenza di S.Em. Cardinale Augusto Paolo Lojudice vescovo dell'Arcidiocesi di Siena. La riproduzione è stata posta nel transetto destro.

## Bibliografia

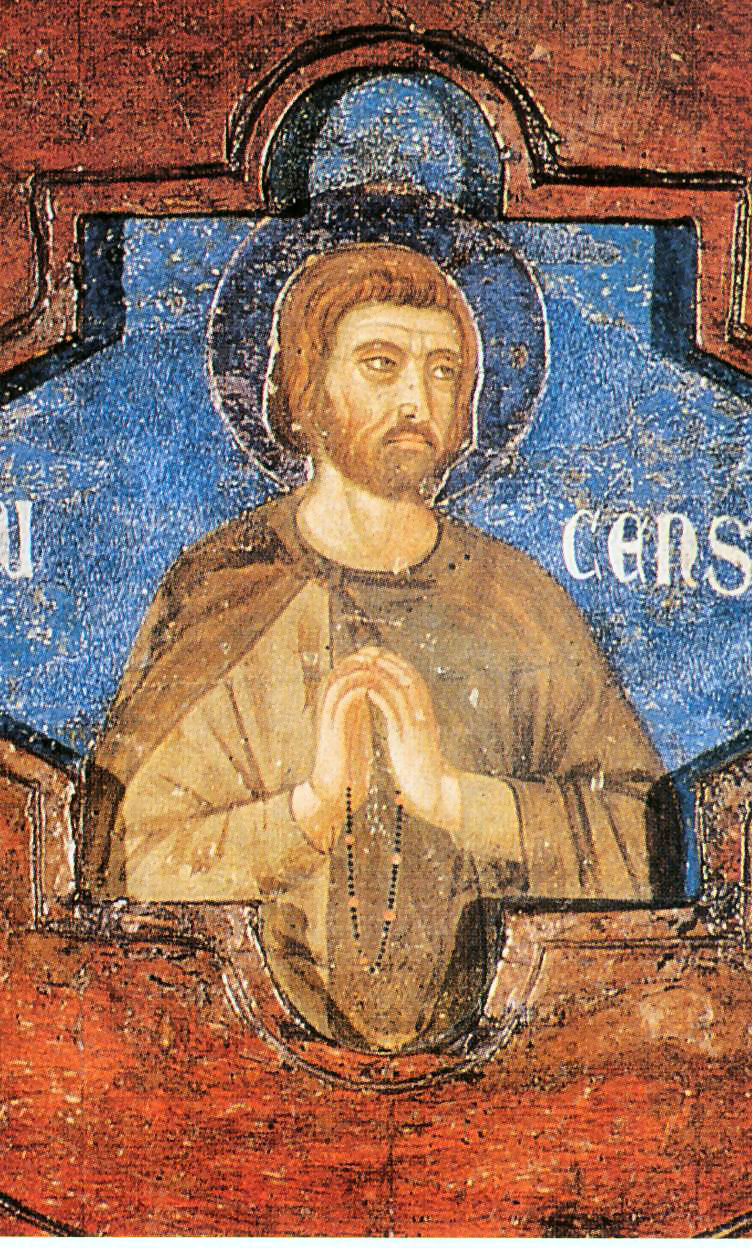
Memmo di Filippuccio, San Lucchese